# 大草香皇子
大草香皇子（おおくさかのみこ、生年不詳 - 安康天皇元年2月1日）は、古墳時代の皇族。仁徳天皇の皇子で、母は日向髪長媛。

## 略歴
中蒂姫命（履中天皇皇女）との間に眉輪王を儲ける。
甥の安康天皇が皇子の同母妹・草香幡梭姫皇女と安康天皇の弟・大泊瀬稚武皇子を結婚させようとした際、皇子は承諾しその印として宝冠・押木珠縵（おしきのたまかつら）を献上しようとした。しかし使者の根使主が宝冠を詐取し、それを隠蔽するために大草香皇子は拒否したと安康天皇に虚偽の報告をしたために皇子は暗殺されてしまう。
その後、安康天皇は中蒂姫命を皇后としたが、この一件によって、安康天皇は自らの暗殺の原因を作ってしまった。